# Limnobium goulardii
Limnobium goulardii là một loài rêu trong họ Amblystegiaceae. Loài này được Schimp. Roth mô tả khoa học đầu tiên năm 1904.